# Писаренко, Сергей Николаевич
Серге́й Никола́евич Писаре́нко (род. 22 июля 1968, Магнитогорск) — российский комедийный актёр и телеведущий.

## Биография
Родился 22 июля 1968 года в Магнитогорске.
В 1992 году окончил Магнитогорский государственный педагогический институт, кандидат педагогических наук, преподавал психологию в Магнитогорском государственном университете.
Участник команды КВН «Уездный город», чемпион Высшей лиги КВН 2002 года.

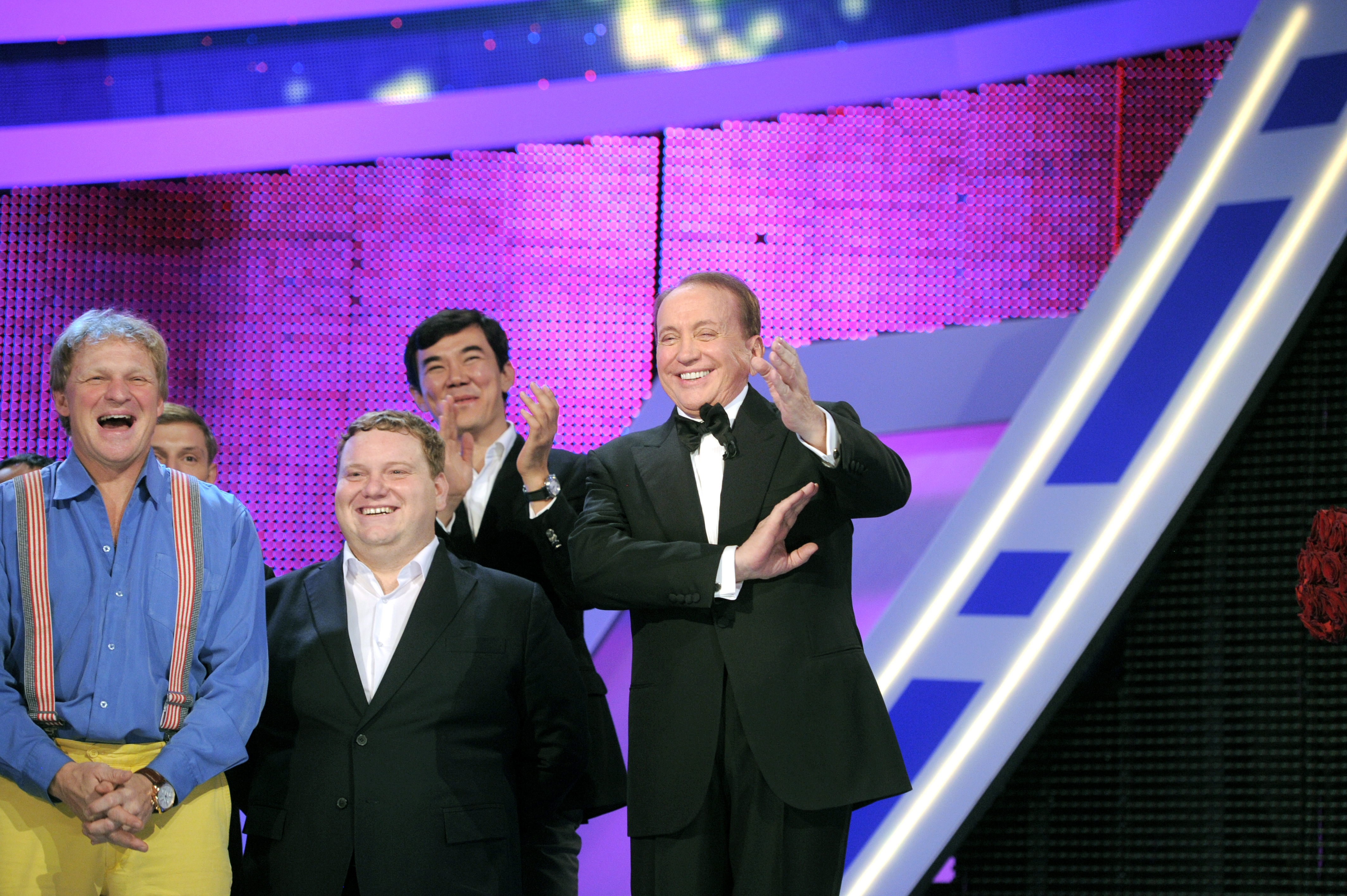
Сергей Писаренко (крайний слева) на 50-летии КВН, 2011 год

С 2013 по 2022 год являлся доцентом кафедры рекламы и связей с общественностью Московского государственного института культуры искусств. Читал лекции по психологии и социологии массовых коммуникаций.
Шоумен, актёр, теле- и радиоведущий. Работал в дуэте со своим другом Евгением Никишиным.
Кандидат в мастера спорта по боксу.
До марта 2022 года проживал в Москве и в Киеве, являлся участником украинской юмористической передачи «Дизель-шоу» на украинском канале ICTV и российского развлекательного проекта «Дом культуры и смеха» на телеканале «Россия-1».
В марте 2022 года переехал с семьёй в Таллин. Дети учатся в местной школе на английском и эстонском языке. Снимался в новогодней передаче для интернет-газеты Postimees.
В феврале 2023 года Писаренко заявил, что информация о переезде в Эстонию не соответствует действительности — он ездил в Эстонию, чтобы навестить родственников и затем обходным путём вернуться в Россию. В настоящее время проживает в Москве.

## Семья
- Первая жена Наталья.
  - Дети от первого брака: дочь Дарья Сергеевна Писаренко (род. 24.05.2000); сын Никита Сергеевич Писаренко (род. 29.05.2006).
- Вторая жена Марина Писаренко (Городецкая), продюсер.
  - дочь Варвара Сергеевна Писаренко (род. 20.09.2017)[8].

## Фильмография
- 2005 — Туристы (14—24 серии) — Колян
- 2009 — ЛОпуХИ: Эпизод первый — Серёга
- 2006—2010 — Счастливы вместе — отец Седьмого (Сёмы)
- 2010 — Универ — сосед Саши и Тани
- 2011 — Очень Новый Год — гость за столиком
- 2012 — Большая ржака — Молоток
- 2013 — Кукловоды — Евгений Олегович, гинеколог
- 2016 — Я с тобой — Сергей Петрович Битов, тренер
- 2018 — На защите душевного отдыха — Сергей
- 2018 — Однажды в Америке, или Чисто русская сказка — Мочилиус
- 2018 — Сувенир из Одессы — Быковский
- 2020 — Крысолов — Алексей Гончар, прокурор
- 2020 — Формула счастья — шеф

## ТВ
- 2010 — один из ведущих программы «Смех в большом городе» на СТС
- 2011 — ведущий телеигры «Кто против блондинок», «Новый канал»
- 2011 — ведущий программы «Хочешь, пой!», «Новый канал»
- 2012 — ведущий программы «Парад советов», «Новый канал»
- 2012 — ведущий программы «Будь мужиком», «Перец»
- Уральские пельмени (2012—2013)
- 2013 — участник шоу «Танцы со звёздами» на телеканале «Россия-1»
- 2015 — ведущий программы «Укротители звука» на телеканале «Россия-1»
- 2018 — участник юмористической программы «Дизель-шоу» на украинском канале ICTV
- 2020 — участник юмористической программы «Дом культуры и смеха» на телеканале «Россия-1»
- 2023 — участник шоу «Три аккорда» на «Первом канале» (был вырезан из эфира)
- 2024 — ведущий юмористической программы «Анекдот-клуб „Нехмурые Люди”» на канале «ТВ Центр» (совместно с Евгением Никишиным)[9].